# Ed, Edd & Eddy
Ed, Edd & Eddy (Ed, Edd & Eddy) è una serie animata canadese ideata da Danny Antonucci.
La serie ruota attorno ai tre migliori amici Ed, Edd e Eddy, denominati colletivamente come "gli Ed", che vivono in un vicolo cieco suburbano nella città immaginaria di Peach Creek. Sotto la guida non ufficiale di Eddy, il trio inventa spesso degli schemi nel tentativo di procurarsi i soldi dai loro coetanei per acquistare la loro confezione di caramelle preferita, le Spaccamascella. I loro piani solitamente falliscono, lasciandoli in varie situazioni spesso umilianti. Nella serie sono ricorrenti argomenti come parecchie situazioni nonsense (per lo più di genere comico slapstick) che sconfinano molto spesso nell'assurdo, diversi fatti misteriosi che non vengono mai messi in risalto al pubblico e la quarta parete che viene infranta più volte dai vari personaggi.
La serie è stata trasmessa per la prima volta negli Stati Uniti su Cartoon Network dal 4 gennaio 1999 al 29 giugno 2008, per un totale di centoventisei episodi ripartiti su 6 stagioni. La serie si è conclusa ufficialmente l'8 novembre 2009 con la trasmissione di un film per la televisione intitolato Ed, Edd & Eddy: Il grande film. La serie è stata trasmessa in italiano su Cartoon Network dal 2001, e in seguito in chiaro su Boing.
Ed, Edd & Eddy ha ricevuto generalmente recensioni positive dalla critica ed è diventata una delle serie originali di maggior successo di Cartoon Network. Ha vinto un Reuben Award, due Leo Award e un SOCAN Award, ed è stato candidato per altri quattro Leo Awards, un Annie Award e due Kids' Choice Award. La serie ha attirato un pubblico di 31 milioni di famiglie trasmettendo in 120 paesi, rivelandosi popolare tra bambini, adolescenti e adulti. Con 10 anni, 10 mesi e 4 giorni di trasmissione, Ed, Edd & Eddy è la serie originale di Cartoon Network più longeva prodotta dalla rete.

## Trama
Ed, Edd e Eddy sono tre amici che abitano nello stesso quartiere e condividono lo stesso nome, e cercano sempre di procurarsi 25 centesimi che consentano loro di acquistare delle caramelle giganti dette spaccamascella. Per questo architettano truffe agli altri ragazzi del loro quartiere, solitamente finendo per fallire e venire umiliati. Oltre a questo spesso si ritrovano ad affrontare prove di coraggio o altre avventure varie, il tutto condito dal fatto che i tre Ed sono per lo più disprezzati dal resto dei ragazzi del quartiere, e cercheranno spesso di guadagnarsi il loro rispetto per essere accettati.
Le prime quattro stagioni sono ambientate durante le vacanze estive nella città fittizia di Peach Creek, dove i ragazzi vivono e nei luoghi a essa limitrofi, mentre dalla quinta in poi l'ambientazione si sposta durante il periodo scolastico, nei mesi autunnali e invernali. Al termine della serie i tre Ed, dopo tanti guai e verità, diventano veramente amici dei ragazzi del quartiere.

## Episodi
La serie è composta da centoventisei episodi (sessantacinque negli Stati Uniti poiché solo quattro episodi sono a se stanti mentre tutti gli altri erano trasmessi per coppie fisse e stabilite) e quattro speciali; a questi si aggiunge il film, atto conclusivo della serie.
| Stagione         | Episodi Italia | Episodi USA | Prima TV USA | Prima TV Italia |
| ---------------- | -------------- | ----------- | ------------ | --------------- |
| Prima stagione   | 26             | 13          | 1999         | 2000            |
| Seconda stagione | 26             | 13          | 1999-2000    | 2001-2002       |
| Terza stagione   | 26             | 13          | 2001-2002    | 2002            |
| Quarta stagione  | 24             | 13          | 2002-2004    | 2004            |
| Quinta stagione  | 22             | 12          | 2005 - 2007  | 2006-2007       |
| Sesta stagione   | 2              | 1           | 2008         | 2008            |
| Speciali         | 4              | 4           | 2004-2007    | 2005-2007       |

## Personaggi e doppiatori

### Personaggi principali
- Ed: un ragazzo molto alto, braccio del trio degli Ed che ama vivere nella sporcizia totale e in ambienti poco igienici; la sua stanza, perennemente sporca e trasandata, consiste infatti nel seminterrato di casa sua, completo di un bagno privato che tuttavia non utilizza mai, se non per nascondere la sua collezione di spugne e usare la sua vasca da bagno per preparare inumani quantitativi di salsa di carne, nella quale prontamente va a sguazzare. È molto affezionato a sua sorella minore Sarah nonostante lei lo maltratti e lo critichi continuamente, sfruttando il suo status di secondogenita per fare ricadere perennemente le colpe delle sue marachelle sul fratello maggiore, il quale sembra vivere questa situazione come una vera e propria psicosi. Ed è il meno intelligente del gruppo ma il più forte fisicamente; non di rado, la sua forza viene spesso sfruttata da Eddy per la buona riuscita dei suoi astuti piani. Forse per il suo scarso quoziente intellettivo, Ed è abituato a ridere quasi in ogni occasione (persino quando gli viene dato dello stupido) e ha una forte propensione al dire tutto ciò che gli passa per la testa. Comunque sia, ha un carattere molto allegro, altruista e amichevole, anche se quando si arrabbia può diventare addirittura pericoloso. È inoltre un appassionato di death metal, nonché di film horror (per lo più B-movie di genere splatter) e fumetti del medesimo genere, che non di rado confonde e/o mescola con la realtà. Il suo secondo nome è Orazio (Horace nella versione originale). È doppiato in originale da Matt Hill ed in italiano di Edoardo Nevola.

- Edd: detto "Doppia D" (Double D in originale), è il ragazzo più intelligente, arguto e assennato del trio. È bravo nelle discipline scientifiche, oltre a essere un vero e proprio naturalista, appassionato di botanica e fauna di vario genere. È un eccellente suonatore di pedal steel guitar, sebbene lo consideri uno strumento noioso. Oltre alla biologia, altra sua grande passione è la meccanica: è un inventore molto dotato, tanto che riesce a creare di tutto utilizzando materiali comuni e casalinghi; per contro è molto scarso nelle attività sportive e ha un carattere debole che lo porta sempre ad assecondare le marachelle di Eddy. È educato, cordiale, cortese e responsabile, ed è un vero e proprio maniaco della pulizia, dalla quale è ossessionato. Dato il lavoro che li impegna molto spesso, i suoi genitori comunicano con lui tramite bigliettini adesivi. Sua grande particolarità è quella di indossare sempre un cappello nero, persino quando porta il costume da bagno; quando per qualche motivo lo toglie (sempre e comunque fortuitamente, contro la sua volontà), i suoi amici rimangono attoniti, fissando la sua testa. Cosa effettivamente il ragazzo nasconda non è ancora stato svelato, tuttavia, data anche l'abitudine di portare delle forcine per capelli, si può dedurre che potrebbe c'entrare una sua particolare acconciatura. Si sa del suo passato che prima di un citato incidente durante una partita a dodgeball, Edd era effettivamente un vero e proprio asso dello sport eccellendo in molte attività sportive e, come visto nell'episodio "L'allievo di Eddy", il trauma riportato in quell'occasione pervade ancora la sua psiche innescando in lui profonde crisi di panico. Il suo secondo nome è Marion. È doppiato in originale da Sam Vincent, ed in italiano da Fabrizio Vidale (st. 1) e Luigi Rosa (st. 2-6 e film).

- Eddy: il leader degli Ed, è basso di statura e ha solo tre lunghi capelli. Stereotipo in miniatura dell'uomo d'affari privo di scrupoli, è ossessionato dal guadagno e dalla ricchezza, che non esita a raggiungere tramite metodi loschi seppur molto ingegnosi. Disposto a tutto pur di ottenere il tanto agognato quarto di dollaro con il quale acquistare i suoi dolciumi preferiti (enormi caramelle dette "spaccamascella", lecca-lecca ecc.), riesce ogni giorno a escogitare piani e truffe effettivamente funzionanti, ma solo raramente a lungo termine. Troppo spesso i suoi intenti vengono difatti smascherati dagli altri ragazzi del vicolo, i quali o lo ignorano direttamente, facendo fallire le sue idee sul nascere, o capendo l'inghippo e pretendendo i loro soldi indietro. Fra le sue trovate migliori ricordiamo l'allestimento di una sauna/centro benessere nella casa (semi distrutta a causa della sbadataggine di Ed) di Jonnino, l'apertura di una "ditta" consegna giornali e la fondazione di una vera e propria metropoli costruita con il cartone. Nonostante siano rare le volte in cui riesce effettivamente a guadagnare qualcosa, sembra molto sicuro delle sue capacità. È estremamente vanitoso circa il suo aspetto fisico (nonostante abbia enormi complessi per la sua bassa statura) e ama mettersi in competizione con chiunque, ma solo per il gusto di farlo e di dimostrare di essere lui il migliore: spessissimo, infatti, intraprende sfide contro Kevin e Ralf pur sapendo di non poter competere. Nonostante i suoi mille difetti (tra cui anche irascibilità, arroganza e mancanza totale di sensibilità ed empatia) ha comunque stabilito un profondo legame di amicizia con Edd ed Ed. Verso la fine della storia, dopo tante verità, si pentirà dei suoi imbrogli scusandosi e venendo da quasi tutti perdonato insieme a Edd ed Ed, avvenimento dal quale sarà allegramente e positivamente cambiato per sempre. Il suo secondo nome è Skipper. È doppiato in originale da Tony Sampson ed in italiano da Roberto Draghetti.

### Personaggi secondari
- Jonnino: allegro ed estroverso, porta sempre con sé una tavoletta di legno con dipinta una faccia sorridente che ha ribattezzato Tavoletta, e che considera il suo miglior amico, parlandoci come fosse un umano. È un tipo solitario, visto per lo più in compagnia solo di Tavoletta. Molto ingenuo e puro, non sembra mostrare alcun sentimento negativo nei confronti degli Ed. In un episodio viene invece sottolineato il fatto che sia vegetariano. Ha una doppia identità: infatti Jonnino è anche Capitan Testa-di-cocomero, che assieme al suo assistente Tavoletta Scheggia Meraviglia (il quale sarebbe appunto Tavoletta stesso) veglia e vigila sulla salute e sulla felicità dei ragazzi. Alla fine del film però, a causa di un qui pro quo che lo ha portato a essere picchiato dai ragazzi del quartiere poiché a sua volta aveva dato una lezione agli Ed, Jonnino passa a essere un malvagio, acerrimo rivale dei tre Ed e degli altri ragazzi del quartiere noto solo come la Zucca. È doppiato in originale da David Paul Grove ed in italiano da Tatiana Dessi.

- Tavoletta: è il migliore amico di Jonnino, ovvero una tavola di legno con disegnato sopra un viso sorridente. Nonostante sia solo un oggetto inanimato, Jonnino è convinto che sia una persona reale e lo tratta come tale, comunicandoci e prendendo sempre consigli da lui come se gli stesse parlando veramente. Tuttavia in alcune circostanze Tavoletta dimostra anche alcuni comportamenti umani, soprattutto nel film, dove lo si vede addirittura guidare un autobus. Inoltre, sempre nel film, quando Jonnino nel finale cambia alter ego passando da Capitan Testa-di-cocomero a la Zucca, Tavoletta viene identificato da quest'ultimo non più come Tavoletta Scheggia Meraviglia ma Trave il Lato Oscuro.

- Kevin: amante degli sport e in particolare del ciclismo, per via del suo carattere forte e carismatico è il "leader" morale del gruppo di ragazzi del quartiere, nonostante sia anche arrogante, sprezzante, talvolta molto crudele e perfino cinico. Lo si vede quasi sempre a bordo della sua bicicletta, intento a sfrecciare su di essa o a compiere numeri da vero e proprio stuntman. Acerrimo rivale di Eddy e in generale della banda degli Ed, non perde occasione per metterli in cattiva luce apostrofandoli in tutti i modi possibili e offensivi (è solito comunque chiamarli "tonti" o "idioti", traduzione dell'inglese "dorks" o di suoi derivati in base alla situazione). Molto astuto e perspicace, è il primo ad accorgersi quasi sempre degli imbrogli di Eddy, a scoprirli e a sventarli. Grande motivo della sua popolarità presso gli abitanti del vicolo è anche il mestiere di suo padre, operaio presso la fabbrica di caramelle spaccamascella e delle quali ha il garage "pieno sino al soffitto", citando Ralf. Anche se non lo mostra apertamente, ha un certo rispetto per Edd in quanto il più intelligente degli Ed e l'unico che cerca sempre di fare la cosa giusta. È doppiato in originale da Kathleen Barr ed in italiano da Francesco Pezzulli (st. 1-5x11) e Gianluca Crisafi (st. 5x12-6 e film).

- Jimmy: effeminato, insicuro e benvoluto soprattutto dalle ragazze per la sua sensibilità, è il migliore amico di Sarah. Non ama cimentarsi in attività sportive, preferendo invece dedicarsi alla cucina e al cucito. Altra sua particolarità è quella di essere costantemente malaticcio o comunque claudicante: affetto da svariate allergie, ha una salute molto cagionevole e un sistema immunitario molto fragile, senza dimenticare il voluminoso apparecchio per i denti che è costretto a portare. Essendo sostanzialmente un bambino mite e indifeso, è costantemente protetto da Sarah, la quale non esita certo a picchiare selvaggiamente chiunque lo infastidisca, al grido di "Lascia in pace Jimmy!". Tuttavia in un episodio si scoprirà anche un suo lato particolarmente subdolo e machiavellico. È affetto da migliaia di fobie, fra cui quella per i calzini sporchi, per la saliva e per gli insetti. È doppiato in originale da Keenan Christenson ed in italiano da Roberto Certomà.

- Sarah: è la sorella minore di Ed nonché la migliore amica di Jimmy, verso il quale è molto affezionata. Opportunista, irascibile, aggressiva, occasionalmente molto crudele e in costante conflitto con il fratello, infatti non esita a picchiarlo o a minacciarlo quando la fa infuriare o per ottenere da lui ciò che vuole. Tende invece ad adottare un comportamento dolce e innocente con la madre per fare in modo che non le venga mai data la colpa di nulla, lasciando piuttosto che la madre stessa punisca Ed per tutti i guai compiuti da quest'ultimo che la figlia minore le possa rivelare. La sua irascibilità è comunque temuta da quasi tutti i personaggi della serie, i quali spesso si sono trovati sotto le sue grinfie in diversi suoi momenti di rabbia, soprattutto Ed, i suoi amici (nonostante lei abbia un debole per Edd che però dimostra solo in rare occasioni) e Jonnino. È solita parlare con un tono di voce molto alto e aggressivo, anche se tiene particolarmente alla sua femminilità: lo dimostra il suo interesse per i gioielli e il suo attaccamento maniacale ai suoi orecchini. Non si direbbe, ma in un certo senso, è molto legata a Ed, nonostante tutto. È doppiata in originale da Janyse Jaud ed in italiano da Perla Liberatori.

- Ralf: il ragazzo più grande del quartiere, proveniente da un piccolo paese europeo dalle forti caratteristiche nonché stravaganti tradizioni germanico-slave noto come "il Vecchio Paese". Proprio per le sue radici campagnole è un instancabile lavoratore e passa gran parte delle sue giornate a curare campi e animali che ha nel giardino, fra i quali la capra Victor e il maiale Wilfred (nonostante sia un gran amante della carne). Di solito si esprime riferendosi a sé stesso in terza persona con un lessico forbito e ricercato. Ama raccontare storie a tono moraleggiante per educare i ragazzi; sembra avere particolarmente in simpatia Ed e tende a diffidare di Edd ed Eddy. Come visto nello speciale di San Valentino, aborrisce l'amore e si prodiga per annullare gli effetti che i "folletti impiccioni delle montagne" (ovvero i Cupidi Sarah e Jimmy) hanno sulle persone intorno a lui. Come detto dallo stesso Antonucci, Ralf è la stessa incarnazione del creatore della serie che, trasferitosi in un nuovo paese da giovane, ha dovuto cambiare i suoi modi di fare e adattarsi a una nuova situazione ricominciando praticamente da zero. È doppiato in originale da Peter Kelamis ed in italiano da Maurizio Fiorentini.

- Nazz Van Bartonschmeer: è la ragazza più carina del quartiere. Ha un carattere gentile, sensibile e dolce. Di solito è ben disposta nei riguardi degli Ed, che considera solo dei tipi buffi e strampalati. Accetta lavoretti da babysitter e, come conseguenza di ciò, è ferrata in materia di diritto. È in grado di sfoderare potenti rutti e non osserva il galateo a tavola. Ama fare sport, in particolare aerobica e ginnastica artistica. È doppiata in originale da Tabitha St. Germain (st. 1), Erin Fitzgerald (st. 2, st. 4 in poi) e Jenn Forgie (st. 3), ed in italiano da Valentina Tomada.

### Personaggi ricorrenti
- Lee, Marie e May Panzer: le famigerate "sorelle Panzer" ("Kanker" in originale) sono tre sorelle trasferitesi da poco a Peach Creek provenienti da un parcheggio di caravan e roulotte situato nella periferia della città. Le ragazze ricalcano alla perfezione il classico stereotipo del redneck del sud degli Stati Uniti: hanno infatti una famiglia molto numerosa, amano i mezzi di trasporto di grossa cilindrata e sono fastidiose, rozze e anche fuori di testa; sono sorellastre, avendo la madre in comune e tre padri diversi. Lee, meschina, prepotente e arrogante, è la leader del trio ed è innamorata di Eddy; Marie, più subdola e intelligente della sorella Lee, è innamorata di Edd; May, tonta ed innamorata di Ed, subisce a volte le prepotenze delle altre sorelle e nasconde una sorprendente familiarità con la chimica. Adorano truccarsi e mettersi lo smalto sulle unghie. Paradossalmente, pur non godendo di stima da parte dei ragazzi del quartiere, svolgono il ruolo di "aiutanti" nel corso del film, essendo interessate a salvare i tre Ed dalla furia degli stessi. Lee è doppiata in originale da Janyse Jaud ed in italiano da Cinzia Villari (st. 1-4) e Ilaria Giorgino (st. 5 in poi); Marie è doppiata in originale da Kathleen Barr ed in italiano da Greta Bonetti (st. 1-4) e Deborah Ciccorelli (st. 5 in poi); May è doppiata in originale da Erin Fitzgerald (st. 1-2, st. 4 in poi) e Jenn Forgie (st. 3), ed in italiano da Milvia Bonacini (st. 1-4) e Rachele Paolelli (st. 5 in poi).

- Il fratello di Eddy: compare solo nel film ed è temuto da tutti i ragazzi del quartiere, in modo particolare da Ralf. Stando a quanto viene accennato negli episodi è partito da Peach Creek tempo prima; sembra sia stato lui a insegnare a Eddy la "filosofia del guadagno" e i metodi loschi che applica nei suoi tentativi di spillare soldi ad amici e conoscenti. Eddy subisce la sua presenza e tenta in tutti i modi di dimostrargli di essere un "uomo". È doppiato in originale da Terry Klassen ed in italiano da Pasquale Anselmo.

## Produzione

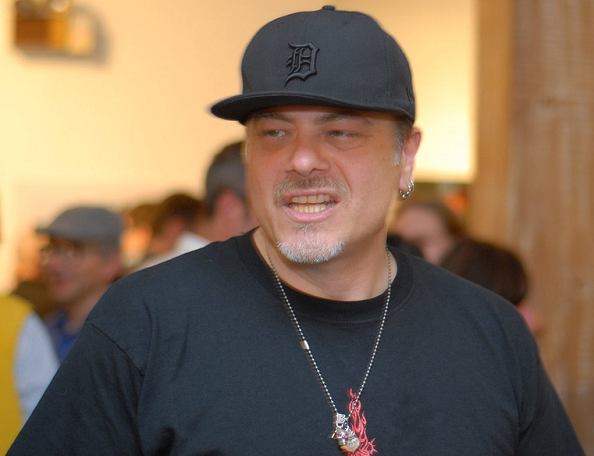
Danny Antonucci, creatore, regista e produttore esecutivo di Ed, Edd & Eddy

Sebbene il fumettista Danny Antonucci abbia iniziato la sua carriera lavorando come animatore in varie serie per bambini della Hanna-Barbera, i suoi successivi lavori da solista erano rivolti ad un pubblico adulto. Ha acquisito notorietà con il cortometraggio Lupo the Butcher del 1987, fondando successivamente il suo studio di produzione A.k.a. Cartoon nel 1994 e creando The Brothers Grunt per MTV. Quest'ultima serie è stata cancellata a causa di recensioni generalmente negative.
Dopo il fallimento di The Brothers Grunt, Antonucci ha iniziato a sviluppare una serie animata per bambini da solista. Mentre lavorava al design di una pubblicità, ha finito per disegnare tre personaggi che chiamò Ed, Edd e Eddy, trascorrendo i mesi successivi a sviluppare una serie intorno a loro. Nel 1996, il creatore ha quindi deciso di inviare tramite fax un concept della serie agli studi di Cartoon Network e Nickelodeon. Entrambi gli studi hanno accolto rapidamente la serie, tuttavia esigevano il controllo creativo e Antonucci ha rifiutato l'offerta. Dopo la decisione di Cartoon Network nel lasciare il pieno controllo della serie ad Antonucci, le due parti hanno iniziato a collaborare anche per progetti futuri.
Il vicepresidente alla programmazione e alla produzione di Cartoon Network, Mike Lazzo, ha mostrato grande interesse per la serie all'epoca, richiedendo informazioni di base su Ed, Edd & Eddy che sono state recapitate via fax, poche pagine alla volta, per qualche mese. Dopo una risposta affermativa da parte del presidente di Cartoon Network, Betty Cohen, sono iniziate le pratiche legali e le trattative, seguite da un incontro di avvio allo Chateau Marmont Hotel di Los Angeles. Durante l'incontro è stato accordato che la A.k.a. Cartoon avrebbe prodotto la prima serie originale di Cartoon Network esterna alla Hanna-Barbera. La serie è entrata quindi in produzione, sviluppando anche un cortometraggio di sette minuti.
Per diversi anni gli episodi vengono prodotti con il solito stile: avventure da vicolo, con i soli tredici personaggi che interagiscono tra di loro, senza la comparsa di adulti o altri ragazzi. Antonucci ha rivelato che la serie e i suoi personaggi si ispirano alla sua vita. I tre protagonisti Ed, Edd, e Eddy sono basati sulle caratteristiche proprie e dei suoi figli: durante la sua gioventù aveva un carattere distratto e sognante come Ed, organizzato, neurotico e analitico come Edd, e millantatore, esibizionista, e sapientone come Eddy. Ralf è ispirato a se stesso in quanto anch'egli figlio di immigrati (italiani) e ha dovuto pertanto cambiare modi di fare e adattarsi a una nuova situazione ricominciando da capo; il timido ed effeminato Jimmy è ispirato a uno dei suoi cugini che giocava sempre con alcune ragazze; Jonnino è ispirato a un suo amico d'infanzia che girava sempre con una coperta, e sostituì quest'ultima con una tavoletta in quanto questa caratteristica era già presente in Linus van Pelt dei Peanuts. L'idea delle lingue dei personaggi di colore diverso è nata vedendo le lingue colorate dei suoi figli dopo avere mangiato delle caramelle. Ogni personaggio è inoltre animato con quello che Antonucci definisce "ciclo della camminata": ognuno cammina e ha movenze differenti in base alle proprie caratteristiche.
La serie diventa popolare a livello mondiale, varcando i confini di USA e Canada, arrivando anche in Europa (Italia compresa), Cina, Giappone, Russia, Oceania, America Latina e Africa, venendo anche candidata per i Leo Awards negli anni 2001 e 2004, e per gli Annie Awards nel 2001. Animation Worlds commentava così la serie nel 2003:
Successivamente, nel luglio del 2003, esce il primo videogioco, Ed, Edd n Eddy: Jawbreakers! per Game Boy Advance, che si ispira ai numerosi tentativi di Eddy di ottenere le spaccamascelle.
Verso la fine del 2004 la semplicità dello show, che in cinque anni lo aveva reso famoso, rischia di essere la causa della sua chiusura: il pubblico sembra non apprezzare più la monotonia delle situazioni, oltre alle troppe somiglianze tra gli episodi. Un cambio di trama, che inserisce le tematiche scolastiche e della vita quotidiana, risolleva la serie. Nel 2005 la colonna sonora vince i Leo Awards di categoria ed è candidata per i Kids' Choice Awards; esce anche il secondo videogioco, Ed, Edd n Eddy: The Mis-Edventures, per Playstation 2, Xbox, Gamecube, Game Boy Advance e Pc.
Nel 2007 esce il terzo videogioco, Ed, Edd n Eddy: Scam of the Century per Nintendo DS, distribuito non solo in lingua inglese, ma anche in altre lingue, compreso l'italiano e nello stesso anno Paul Boyd, uno degli autori della serie, viene ucciso dalla polizia canadese. Nel 2009 esce anche il film, nel quale compare un nuovo personaggio, il fratello di Eddy, trasmesso il 24 luglio 2009 in Italia su Cartoon Network con il titolo Ed, Edd & Eddy: Il grande film. Si pensava che dopo il film ci sarebbe stato un seguito o nuove stagioni, ma esso rappresenta la conclusione definitiva della serie.

## Ambientazione
La serie è ambientata in un quartiere periferico di una città immaginaria chiamata Peach Creek, forse negli Stati Uniti, e si svolge all'inizio durante le vacanze scolastiche, poi in autunno. Tutti i protagonisti vivono in un vicolo cieco che termina con una sorta di grossa piazzetta. Le case sono tutte uguali, varia solo il colore e il contenuto. La città rivale di Peach Creek è Lemon Brook.
- Peach Creek: è il paese dove i ragazzi abitano e passano le loro giornate. La città fu fondata nel 1700 circa dagli antenati di Eddy, dopo che il capo schiacciò un feroce alce dalla terra, poi il tutto passò a Lord Panzer, antenato delle sorelle Panzer. Il nome Peach Creek deriva dall'abbondanza di pesche nella regione. Nella città si trova una high school (Peach Creek Jr. High, che funge anche da scuola elementare), un negozio di caramelle e altro. Luogo ambito dai ragazzi e meta delle gite scolastiche è la fabbrica di caramelle, in cui lavora anche il padre di Kevin. La quasi totalità delle avventure è ambientata nel cul-de-sac in cui risiedono i protagonisti, quartiere chiamato Peack Creek Estates. Poco fuori città c'è anche uno stagno, una discarica e un campo per caravan, in cui vivono le sorelle Panzer. A livello sportivo esiste la squadra dei Peach Creek Cobblers, che disputa tornei di football e pallacanestro. La squadra di football è composta da Kevin, Ralf, Jonnino, Tavoletta, Ed, Edd e Eddy.
- Lemon Brook: è la città rivale in ogni campo dell'altro centro abitato di Peach Creek, dove si svolgono le avventure dei protagonisti. Venne fondata quasi contemporaneamente a Peach Creek da alcuni uomini che si erano separati dal fondatore della città, giudicando il luogo con i limoni migliore rispetto a quello con le pesche, anche perché più accessibile. Simile a Peach Creek, ha una high school (Lemon Brook Jr. High, che funziona anche da scuola elementare) una fabbrica di caramelle (molto più grande di quella di Peach Creek) e un grande stadio calcistico. Confina con Peach Creek ed è vicina al campeggio per roulotte dove vivono le Sorelle Panzer. La squadra dei Lemon Brook Lumpers è l'eterna rivale dei Peach Creek Cobblers cui rifila spesso sonore sconfitte a football e basket.